# Donja Vrbava
Donja Vrbava (Servisch cyrillisch Доња Врбава) is een plaats in de Servische gemeente Gornji Milanovac. De plaats telt 654 inwoners (2002).